# Podkowa Leśna
Podkowa Leśna is een stad in het Poolse woiwodschap Mazovië, gelegen in de powiat Grodziski. De oppervlakte bedraagt 10,1 km², het inwonertal 3806 (2005).